# Marc Quinn
Marc Quinn (Londra, 8 gennaio 1964) è un artista britannico, membro del gruppo informale noto come Young British Artists.

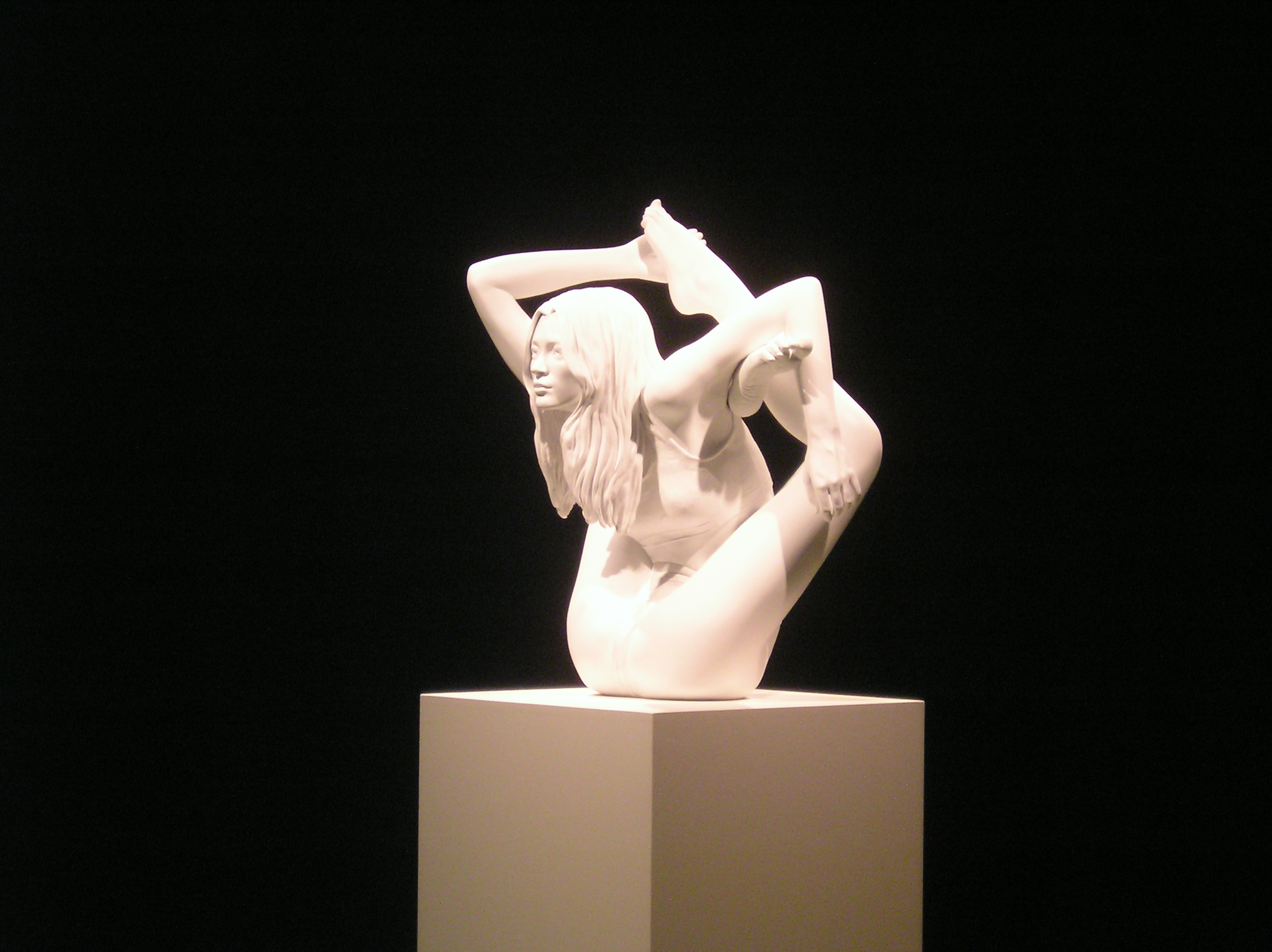
Sphinx la puta

È noto per Alison Lapper Pregnant (una scultura di Alison Lapper installata sul quarto plinto di Trafalgar Square), Self (una scultura della sua testa fatta con il suo stesso sangue congelato) e Garden (2000).
Quinn ha usato sangue, ghiaccio e feci per fare sculture; il suo lavoro fa riferimento, talvolta, ai progressi scientifici. L'opera di Quinn mostra la preoccupazione per la mutabilità del corpo e i dualismi che definiscono la vita umana: spirituale e fisico, superficie e profondità, cerebrale e sessuale.

## Vita e carriera
Quinn è nato a Londra nel 1964. Ha studiato storia e storia dell'arte al Robinson College (Università di Cambridge). Ha lavorato come assistente per lo scultore Barry Flanagan. Quinn ha iniziato a esibire le sue opere nei primi anni novanta. È stato il primo artista rappresentato da Jay Jopling, ed ha esposto al Sensation exibition di Carles Saatchi.
Alcune delle principali esposizioni di Quinn sono Sonsbeek '93, Arnhem (1993); Give and Take, Victoria and Albert Museum, Londra (2001); Statements 7, Biennale di Venezia (2003) e Biennale di Gwangju (2004). Tra le mostre personali vanno ricordate Tate Gallery, Londra (1995), Kunstverein Hannover (1999), Fondazione Prada, Milano (2000), Tate Liverpool (2002), Irish Museum of Modern Art, Dublin (2004), Groninger Museum, Groningen (2006) and MACRO, Roma (2006), DHC/ART Fondation pour l'art contemporain, Montréal (2007) e Fondation Beyeler, Basilea (2009).

## Pratica artistica

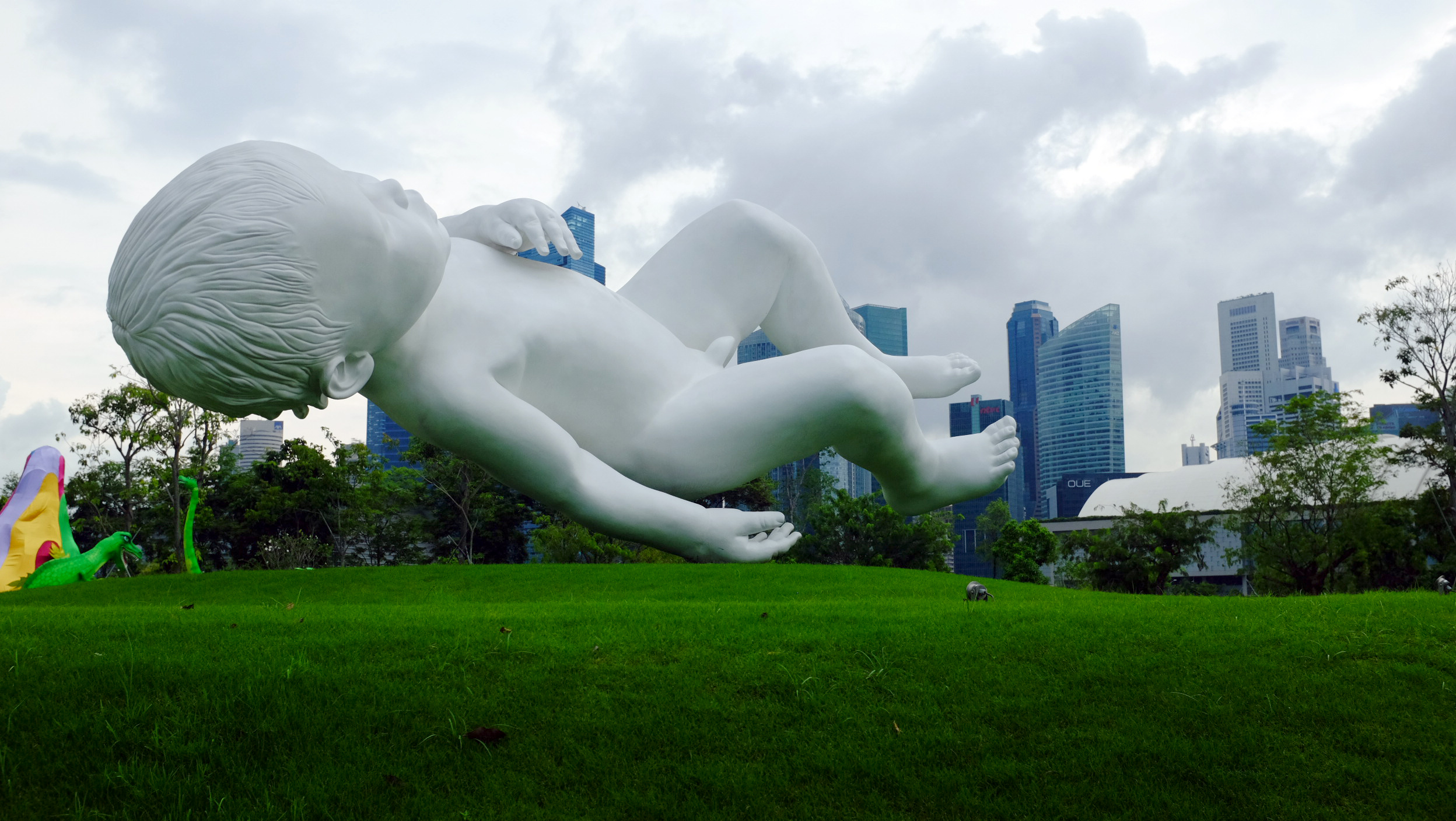
Bebé ingrávido, de Marc Quinn"Planet" di Marc Quinn

Le sculture, i dipinti e i disegni di Quinn spesso trattano la relazione distaccata che noi viviamo coi nostri corpi, sottolineando come il conflitto tra ‘naturale’ e ‘culturale’ sia aggrappato alla psiche contemporanea. Nel 1999, Quinn ha iniziato una serie di sculture marmoree di figure amputate in modo da rileggere l'aspirazione della scultura greca e romana di rappresentare un ‘tutto’ idealizzato.

## Opere

### "Self" (trad. "Sé", progetto in corso)
"Self" è una scultura della testa dell'artista realizzata con 4,5 litri del suo stesso sangue congelato, preso dal suo corpo in un periodo di 5 anni. In un'intervista del 2000, ragionando sull'arte iconica, ha sottolineato: «Credo che sia una grande scultura. Sono veramente soddisfatto. Penso sia inevitabile avere un pezzo su cui la gente si concentra, ma questo è buono perché porta la gente più vicino all'opera.»
Descritta da Quinn come un ‘momento congelato in supporto vitale’, l'opera è mantenuta con cautela in un'unità di refrigerazione, ricordando allo spettatore la fragilità dell'esistenza. L'artista realizza una nuova versione di Self ogni cinque anni, ognuna delle quali documenta la trasformazione e il deterioramento della condizione fisica dello stesso Quinn.
Self, come molte altre opere degli YBAs, è stata acquistata da Charles Saatchi nel 1991 per 13000 sterline. Nonostante le notizie che l'opera si fosse sciolta, è stata esposta da Saatchi quando ha aperto la sua nuova galleria a Londra nel 2003. Nell'aprile 2005, Self è stata venduta ad un collezionista statunitense per un milione e mezzo di sterline.
La National Protrait Gallery di Londra ha acquistato 'Self' nel 2006 (comprato attraverso lo Art Fund, la fondazione Henry Moore, Terry, Jean de Gunzburg e Project B Contemporary Art).

### Garden (2000)
La seconda opera in termini di fama è il giardino ghiacciato che ha realizzato per Miuccia Prada nel 2000, installato alla Fondazione Prada di Milano. Un intero giardino pieno di piante che non cresceranno mai perché mantenute in stasi criogenica. In un'intervista, Quinn ha spiegato come è stato realizzato: «Quando si lavora con materiale congelato è sempre un esperimento, perché diversi possono essere gli esiti. Quando congeli qualcosa, normalmente si asciuga. Per evitarlo devi impedire all'aria di raggiungerlo. Puoi farlo incastrandolo nel silicone.»

### Ritratto di John E. Sulston (2001)
Il suo ritratto di John E. Sulston, che vinse il premio Nobel nel 2002 per aver sequenziato il genoma umano, è nella National Portrait Gallery di Londra. Consiste di batteri che contengono il DNA di Sulston conservati in gelatina di agar agar. Il ritratto è stato fatto seguendo gli standards per la clonazione del DNA, scrive Sulston: «il mio DNA è stato rotto casualmente in segmenti e trattato in modo che potesse replicarsi nei batteri. I batteri contenenti i segmenti di DNA si sono poi moltiplicati sulla gelatina che si vede nel ritratto».

### Alison Lapper, The Fourth Plinth (2005-2007)
Quinn ha realizzato una serie di sculture di marmo di persone nate con arti mancanti o che hanno subito amputazione. Questo ha culminato con la sua statua di Alison Lapper realizzata con 15 tonnellate di marmo esposta sul quarto plinto di Trafalgar Square; il soggetto è un'artista nata senza braccia e gambe molto accorciate. Il quarto plinto è usato per esporre, a rotazione, diverse sculture. In una rivista sulla disabilità, Ann Millett scrive: «l'opera è stata fortemente criticata per l'enfasi sullo shock che deriva dal mostrare la disabilità, ma anche lodata per il suo valore sociale progressista. Alison Lapper Pregnant (trad. "Alison Lapper in gravidanza") e la controversia sul fare mostra della disabilità è al centro del dibattito sull'arte contemporanea.»
Una grande riproduzione della scultura è stata usata come elemento centrale della cerimonia d'apertura delle paraolimpiadi estive del 2012.

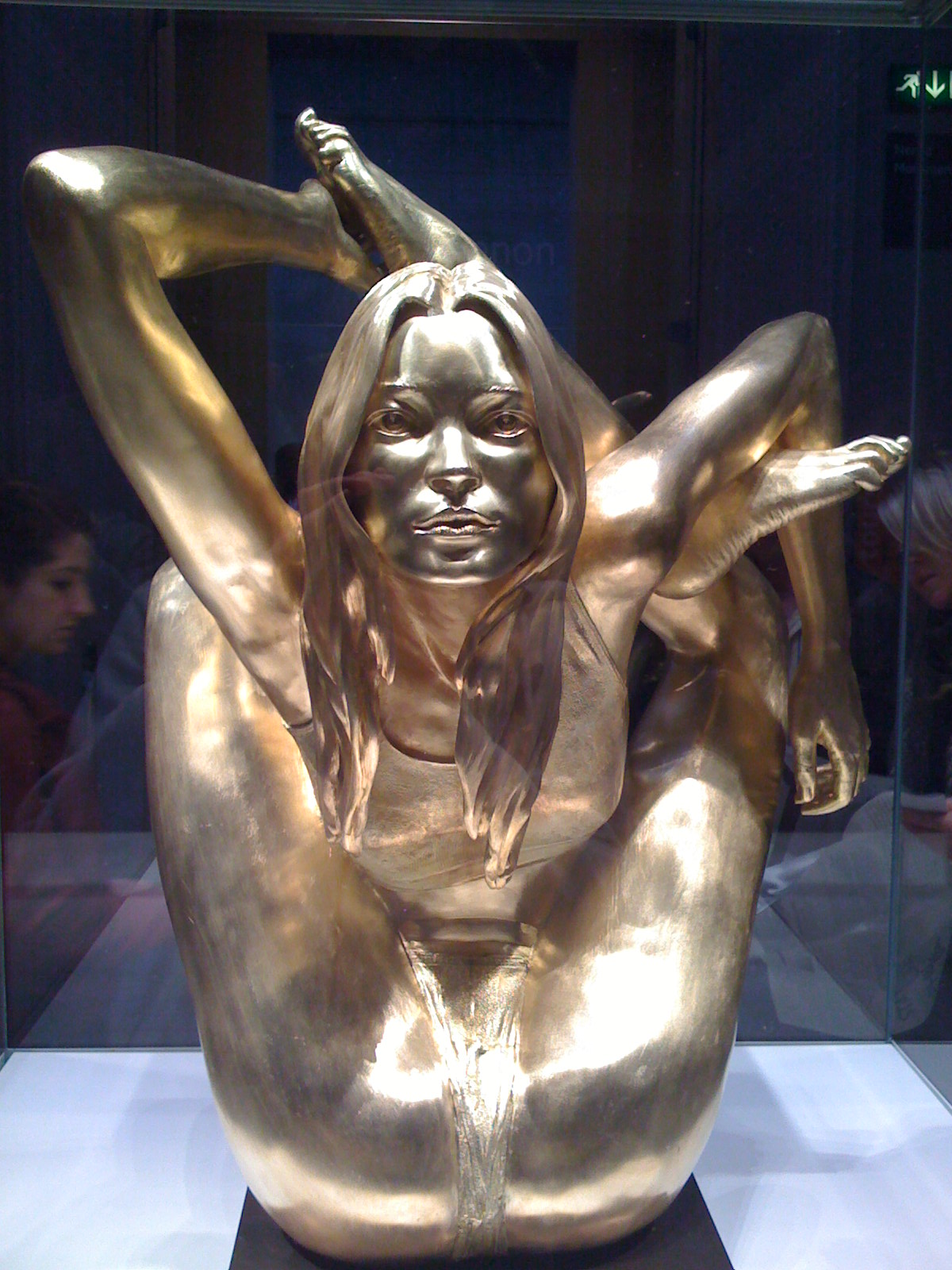
Siren

### Siren (2008)
Dal 2006, Marc Quinn ha fatto numerosi studi sulla modella Kate Moss. Nell'aprile del 2006 è stata esposta una scultura di lei denominata Sphinx. La scultura mostra Moss in una posizione yoga con le anche e le braccia raccolte dietro le orecchie. Questo corpo di opere è culminato in un'esposizione alla Mary Boone Gallery di New York nel maggio 2007. La scultura è in mostra permanente al Folketeateret di Oslo.
Nell'agosto del 2008, Quinn ha svelato un'altra scultura di Kate Moss, questa volta in oro 18 carati, intitolata Siren, che è stata esibita al British Museum di Londra. La scultura a grandezza naturale è stata pubblicizzata come la più grande scultura d'oro dai tempi dell'antico Egitto. Si riconosce che Siren è realizzata secondo la stessa strategia del teschio in diamante di Damien Hirst.

## Opere recenti

### Allanah, Buck, Catman, Chelsea, Michael, Pamela e Thomas
Nel maggio 2010, Quinn ha mostrato una serie di nuove sculture alla galleria White Cube di Londra, compresa The Ecstatic Autogenesis of Pamela, basata sulla attrice Pamela Anderson e Chelsea Charms basata sulla attrice porno Chelsea Charms.
I nuovi modelli di Quinn includono 'Catman' (ovvero Dennis Avner, operato per assomigliare ad un gatto) e diversi transessuali tra i quali Thomas Beatie, Buck Angel e Allanah Starr. La scultura 'Buck & Allanah rappresenta i due nudi, mano nella mano, in una posa che ricorda Adamo ed Eva. La scultura di Thomas Beatie lo rappresenta in un'avanzata gravidanza, con la testa piegata mentre abbraccia il suo addome.
La mostra include anche una nuova serie di dipinti di fiori realizzati con colori invertiti e due grandi sculture rappresentanti orchidee in bronzo dipinto di bianco, installate nella Hoxton Square di fronte alla galleria.

## Vita privata
Sposato con la scrittrice Georcia Byng, ha due figli.